# Constituição russa de 1906
A Primeira Constituição russa, conhecida como As Leis Fundamentais, foi promulgada em 23 de abril de 1906, na véspera da inauguração da Duma. 

## Primeiro Capítulo
O seu primeiro capítulo declarava e definia a autocracia do Império Russo, incluindo a supremacia do Czar sobre o Direito, a Igreja e a Duma. O artigo 4 º afirma: "O supremo poder autocrático é investido no Czar de todas as Rússias. Trata-se do comando de Deus que a sua autoridade deve ser obedecida, não somente por temor, mas para a consciência do amor." O artigo 9 º afirma que: "O Imperador Soberano aprova as leis e sem a sua autorização nenhuma lei pode vir a existir." 

## Segundo Capítulo
O segundo capítulo define os direitos e as obrigações dos cidadãos do Império Russo. É definido o âmbito e a supremacia da lei russa sobre os cidadãos. Confirmou a base dos direitos humanos concedido pelo Manifesto de Outubro, mas fê-los subordinados à lei. 

## Terceiro Capítulo
O terceiro capítulo é a respeito da regulamentação sobre leis. O artigo 42 º estipula: "O Império Russo é regido por leis firmemente estabelecidas que foram devidamente aprovadas." 
O artigo 44º do presente capítulo estabeleceu que: "Nenhuma nova lei pode ser promulgada sem a aprovação do Conselho Estadual e da Duma, e não deve ser juridicamente vinculativo, sem a aprovação do Imperador Soberano." 
No artigo 45º está estipulado: "No caso das circunstâncias extraordinárias procurem, quando o Estado Duma não está em sessão, a introdução de uma medida, esta exige um processo judicial devidamente constituído e o Conselho de Ministros têm apresentar uma tal medida directamente ao Imperador Soberano. Tal medida não pode, contudo, introduzir quaisquer modificações nas Leis Fundamentais e na organização do Conselho Estadual ou à Duma, assim como às regras que regulam as eleições para o Conselho ou a Duma. A validade de tal medida é interrompida quando o ministro responsável ou o chefe de um departamento especial não introduz uma legislação adequada no Estado Duma durante os primeiros dois meses, após a sessão da sua reconveniência, ou se a Duma ou o Conselho Estadual devem recusar a promulga-la em lei". 

## Quarto Capítulo
O quarto capítulo define a composição e o âmbito das actividades do Conselho Estadual e da Duma.